# Bir Moghreïn
Bir Moghreïn este o comună din departamentul Bir Moghrein, Regiunea Tiris Zemmour, Mauritania.